# Wasserturm Mönchengladbach
Koordinaten: 51° 12′ 4,1″ N, 6° 25′ 35,3″ O
Der Wasserturm an der Viersener Straße, auch Neuer Wasserturm genannt, ist eines der Wahrzeichen von Mönchengladbach. Er wurde in den ersten Jahren des 20. Jahrhunderts nach Plänen des Architekten Otto Greiß errichtet und steht unter Denkmalschutz.

## Lage
Das monumentale Turmbauwerk steht an der Viersener Straße nördlich der Innenstadt an einer der Hauptausfallstraßen nach Viersen. Er ist dadurch der Mittelpunkt eines kleinen Kreisverkehrs-Platzes.
Zugleich bildet er den Ausgangspunkt eines strahlenförmig nach Nordwesten angelegten Straßennetzes.

## Geschichte
Der Wasserturm wurde nach den Plänen des Mönchengladbacher Stadtbaumeisters Otto Greiß im Jugendstil errichtet. Wegen des schnellen Wachstums der Stadt gab es bis zum Beginn des Ersten Weltkriegs insgesamt sechs Wassertürme.
Neben der von der Stadtverwaltung in Auftrag gegebenen Sicherung der Trinkwasserversorgung sollte dieser Turm nach Greiß‘ Idee auch zu einem Wahrzeichen der Stadt werden. Er konnte schließlich nach zweijähriger Bauzeit fertiggestellt und am 14. November 1909 eingeweiht werden. Die Baukosten betrugen seinerzeit 212.000 Mark.
Der Wasserturm erlitt trotz seiner weithin sichtbaren Gestalt im Zweiten Weltkrieg keine Schäden.
In den Jahren 1987/ 1988 ließen die Wasserwerke den Turm für eine Million Mark renovieren, vor allem das Kupferdach konnte erneuert werden. Eine zweite Renovierung fand 1998 statt.
Den 100. Geburtstag (2009) feierten die Städtischen Versorgungsbetriebe NVV mit einer weithin sichtbaren Lichtschau.
Im Jahr 2024 wurde der helle Außenanstrich erneuert, den Industriekletterer vornahmen.

## Architektur

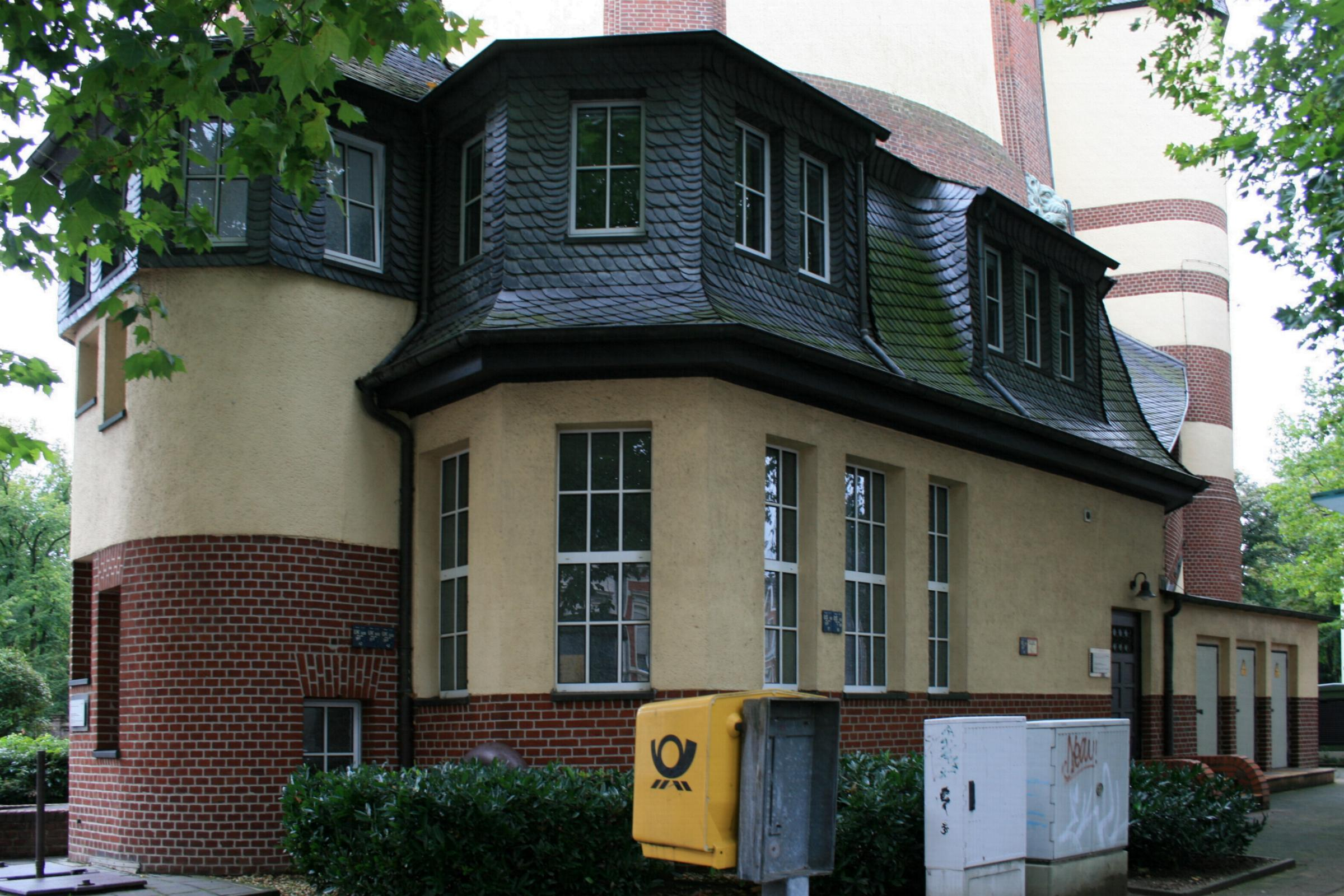
Pumpenhaus

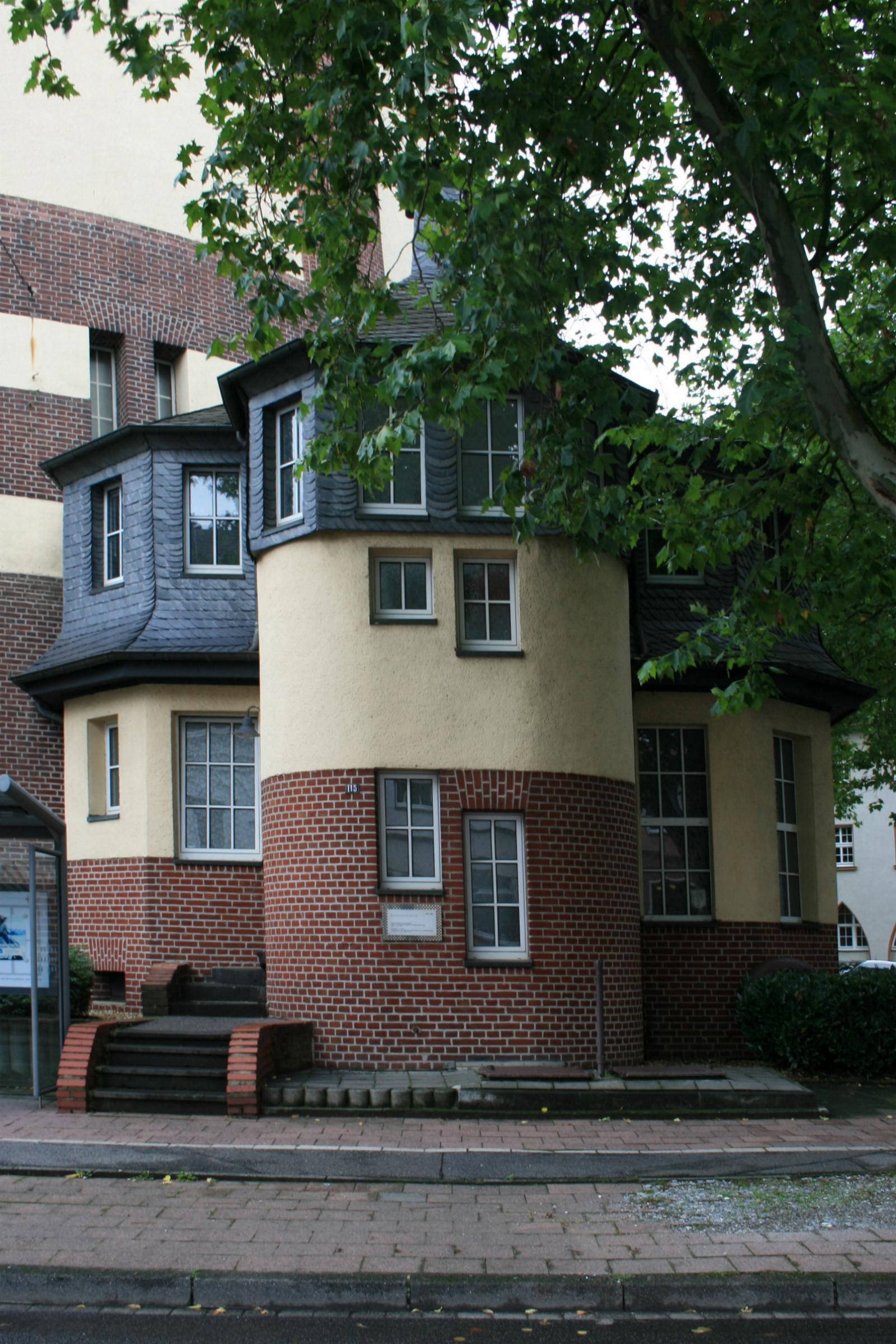
Wärterwohnung

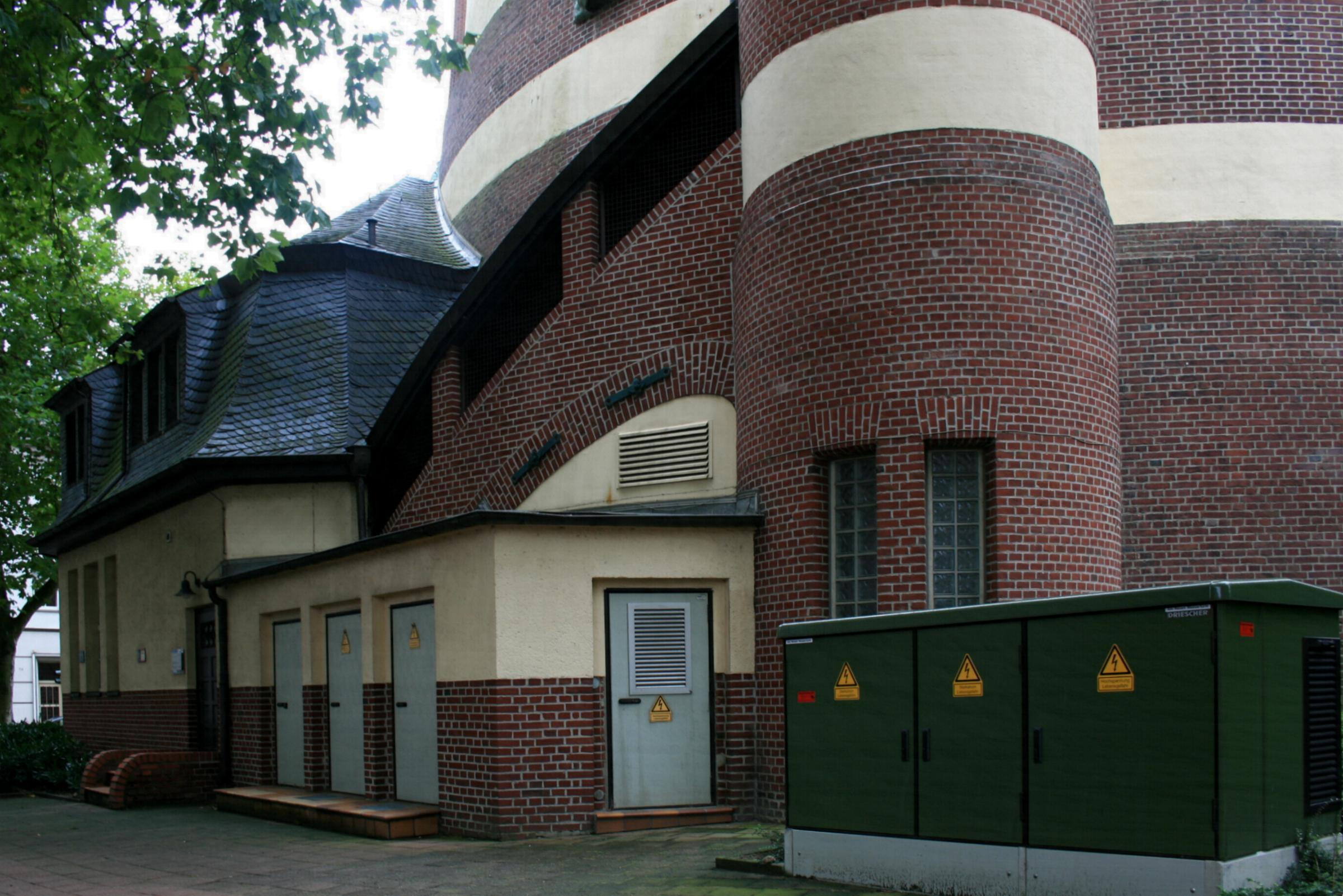
Treppenturm

Der Turm hat eine Höhe von 51 m, wurde aus Ziegelsteinen aufgemauert und mit dunkelroten Gladbacher Handstrichverblendern versehen. Sein innerer Schaftdurchmesser in Bodenhöhe beträgt 20 Meter. Im Kontrast zu den roten Klinkern sind die großen Sichtflächen zwischen den Turmecken mit hellgelber Farbe gestrichene Putzspiegel, für welche Rothenburger Muschelkalksand zum Einsatz kam.
Direkt am Turmfuß wurden ein Maschinenwärterhaus, ein Treppenturm und ein überdachter Verbindungsgang platziert. Der schlanke ebenfalls runde Treppenturm endet in Höhe des ersten Behälters, ab da führen Zugänge direkt in das Turmbauwerk und der hohe Raum zwischen beiden Wassertanks ist begehbar. Eine innere Treppe bringt Besucher auf das obere Niveau des zweiten Wasserbehälters. Von hier führen kleine Wendeltreppen-Türmchen bis zur Höhe der Aussichtsplattform. Sechs Türmchen, abgeschlossen mit einfach geschweiften Hauben, bilden zugleich den unteren schmückenden Rand des Turmdaches in Form eines mehrfach geschweiften Haubendaches, das von einer etwa fünf Meter hohen ebenfalls achteckigen Laterne bekrönt wird. Der Grundriss des Turmkopfes ist achteckig.
Die Erkeraufbauten bestehen aus Eisenbeton.
Alle Dächer sind mit Kupferplatten gedeckt.
Der Aussichtsumgang ist rundum mit einer Fensterzeile versehen, deren Fenster zwischen den Eckbauten in je zwei Dreiergruppen angeordnet sind.
Die steinernen Gesichts-Plastiken im oberen Skulpturenkranz stammen von dem Mönchengladbacher Bildhauer Emil Hollweg, der damit den damaligen Oberbürgermeister Hermann Piecq und Mitglieder seiner Familie verewigte. Weiterhin wurde ein Sohn Piecqs im Stadtwappen, das über dem Balkon auf halber Höhe des Bauwerks reliefartig gestaltet wurde, als Heiliger Vitus dargestellt.
Der untere Skulpturenkranz zeigt Wassertiere wie Fische, Krebse.

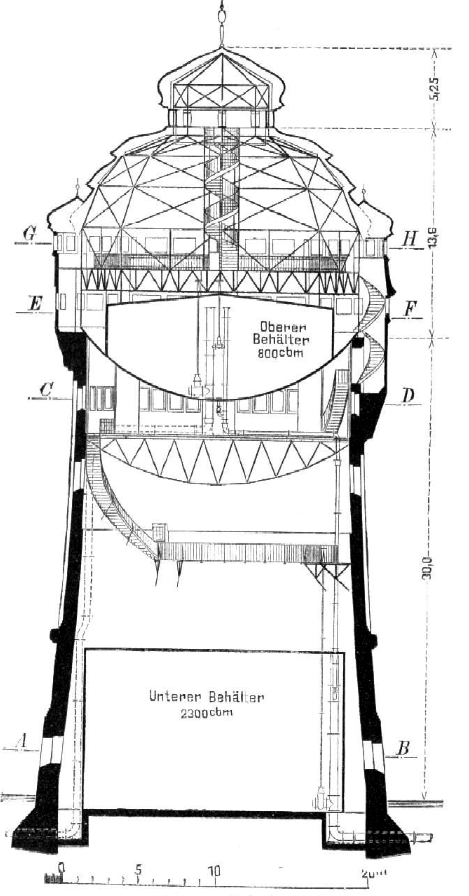
Schnittdarstellung durch den Wasserturm

## Technische Angaben
Der Wasserturm besitzt zwei Behälter zur Trinkwasserversorgung der Innenstadt und der nördlichen Stadtteile von Mönchengladbach. Der untere Behälter mit einem Volumen von etwa 2300 Kubikmeter versorgt die tieferliegenden Gebiete Mönchengladbachs. Der obere Behälter mit einem Fassungsvermögen von 800 Kubikmeter stellt die Wasserversorgung der Oberstadt sicher. Mit diesem Wasserturm wurde erstmals die Last des oberen Wasserbehälters nicht durch zusätzliche Stützkonstruktionen innerhalb des Gebäudes, sondern allein durch die Außenwände getragen.
Die Behälter gehören zu den Bausystemen Hängeboden-Behälter (der obere) und ein runder Glattboden-Behälter (der untere).
Insgesamt führen 234 Stufen bis zum Aussichtsumgang.

## Nutzung
Seit den 1980/1990er Jahren bietet die Stadtverwaltung für das sanierte Wärterhäuschen jungen aufstrebenden Künstler eine zweijährige mietfreie Nutzung, die dafür bei der Verschönerung der Stadt mitwirken sollen.
Der Turm mit der Aussichtsplattform kann zwischen März und August an jedem ersten Sonnabend im Monat um 10 Uhr, 11 Uhr und 12 Uhr kostenlos besucht werden, es gibt auch gezielte Führungen.